# Badmintonmeisterschaft von Hongkong 1971
Die Badmintonmeisterschaft von Hongkong des Jahres 1971 war die 29. Austragung der nationalen Titelkämpfe von Hongkong im Badminton, damals noch Meisterschaften der britischen Kronkolonie. Sie fand Ende April 1971 mit ausländischer Beteiligung statt, wobei auch alle Titel ins Ausland gingen. Lediglich der aus China eingewanderte Lokalmatador Wong Cheong Leong schaffte es für Hongkong ins Finale des Mixed.

## Finalergebnisse
| Disziplin    | Sieger                     | Finalist                              | Ergebnis                                    |
| ------------ | -------------------------- | ------------------------------------- | ------------------------------------------- |
| Herreneinzel | Punch Gunalan              | Muljadi                               | 10-15, 15-11, 15-12                         |
| Dameneinzel  | Sylvia Ng                  | Rosalind Singha Ang                   | 11-8, 8-11, 11-5                            |
| Herrendoppel | Rudy Hartono Indra Gunawan | Punch Gunalan Ng Boon Bee             | 17-14, 7-15, Aufgabe (Knöchelverletzung Ng) |
| Damendoppel  | nicht ausgetragen          | nicht ausgetragen                     | nicht ausgetragen                           |
| Mixed        | Ng Boon Bee Sylvia Ng      | Wong Cheong Leong Rosalind Singha Ang | 15-3, 7-15, 15-8                            |